# Hemoperfuzija
Hemoperfuzija (skraćeno HP) je ekstrakorporealni postupak prečišćavanja krvi kojim se vrši uklanjanje molekula vezanih za albumine i kisele glikoproteine plazme, koji ne mogu prolaziti kroz pore dijalizne membrane, primenom aktivnog adsorpcionog materijala (npr aktivnog uglja). Hemoperfuzija se koristi u lečenju trovanja, unosa prekomernog doze leka, hepatične komore ili metaboličkih poremećaja.

## Opšta razmatranja
Hemoperfuzijom se molekuli vezuju adherencijom za aktivnu materiju hemoperfuzionog kertridža, i za razliku od membrana koje takođe imaju svojstva adsorpcije, u HP kertridžu saturaciona tačka je daleko veća zbog velike površine aktivne materije.
Primena hemoperfuzionih kertriđža se odvija na aparatima za hemodijalizu, u trajanju od 1-2 časa, i može se ponavljati nekoliko dana uzastopno, do poboljšanja opšetg stanja bolesnika. 
Primenjuje se kod trovanja gljivama, intoksikacijama lekovima i OFJ.

## Naćin izvođenja
Pre početka intervencije pacijentu se plasiraju dva katetera u ruku, jedan u venu, jedan u arteriju. Preko cevčica se sve to poveže sa sistemom za hemoperfuziju. Pre početka hemoperfuzije ubrizgava se heparin, koji se potom ponovo daje u intervalima od 15 do 20 min. 
Iz arterije krv ulazi u sistem gde se čisti od raznih nečistoća, otrova i dr., a u venu poptom vraća tako pročišćena krv. 
Proces traje oko 3-4 sata i sve vreme se bolesniku kontroliše krvni pritisak. 
Iako ceo proces liči na hemodijalizu, mehanizam odsranjivanja štetnih materija iz organizma je različit. Kod hemodijalize je difuzija se obavlja kroz polupropustljivu membranu, a kog hemoperfuzije adsorpcijom, odnosno vezivanjem raznih nečistoća, otrova, adherencijom za aktivnu materiju hemoperfuzionog kertridža.

## Princip hemoperfuzije
Sredstvo za hemoperfuziju sadrže jedno od sledećih aktivnih materijala:
- Granule aktivnog uglja,
- Jonske ili anjonske smole

Kertridži koji se danas prodaju na na tržištu imaju površinu aktivne materije od 1.000 do 3.000
m2/g (Adsorba = 1.000 m2/g).
Hemoperfuzioni kertridž sa aktivnim ugljem ireverzibilno vezuje molekule rastvorljive u vodi i masti molekulskih masa od 113 Da do 30 kDa.
Karakteristike lekova koji favorizuju primenu hemoperfuzije, a ne dijalitičko uklanjanje
- Visoka rastvorljivost u lipidima
- Veliki volumen distribucije
- Izraženo vezivanje za proteina

Lekovi koji se uspešno mogu ukloniti hemoperfuzijom
| - Paraquat - Paration - Teofilin - Karbamazepin - Fenitoin - Paracetamol - Barbiturati | - Digoksin (možda) - Diltiazem - Metoprolol - Kolhicin - Promethazine - Toksin gljive Amanita phalloides (faloidin) |

## Netoksikološke indikacije za hemoperfuziju
Lipopolisaharidni endotoksin
Komponenta ćelijskog zida gram-negativnih bakterija, koja je odgovorna za većinu grčeva koji se javljaju u septičnom šoku.
Sorbent za ovu namenu treba da bude polistirozno impregnisano polistirensko vlakno.
Superantigen
Skriveni egzotoksini gram-pozitivnih bakterija, koji direktno aktiviraju T ćelije vezivanjem za molekule MHC klase II.
Razni citokini
Oba proinflamatorna i protivinflamatorna citokina onesposobljavaju se hemoperfuzijom 
Otkazivanje jetre
Akumulirani toksini u insuficijenciji jetre mogu bitiukonjeni hemoperfuzijom.
Završna faza bubrežne insuficijencije izazvana alkoholnim trovanjem

## Komplikacije

### Opšte komplikacije, uobičajene za sve kontinuirane zamene bubrežnih funkcija (RRT)
| Vrsta komplikacije                              | Karakteristike |
| ----------------------------------------------- | --- |
| Komplikacija na mestu pristupa                  | - Krvarenje - Oštećenje krvnog suda - Lokalizovana infekcija - Embolizacija |
| Hemolitičke komplikacije                        | - Svi RRT filtri imaju tendenciju da razaraju crvene krvne ćelije, ali sa filterima hemoperfuzije ovo pitanje je preuveličano, jer je samo u slučajeva očekuje hemoliza. |
| Trombocitopenija                                | - Potrošnja komponenti ćelijske krvi u kertridžu je značajna, ali su trombociti najviše pogođeni. |
| Inflamatorna reakcija                           | - Hemoperfuziona membrana je proinflamatorna površina. Moderne membrane su masivno poboljšanje, ali se očekuje neka zapaljenska reakcija (posebno aktivacija komplementa). Osim proinflamatornog efekta slomljenih crvenih krvnih zrnaca, postoji rizik od široko rasprostranjenog upale zbog embolije kertridža. |
| Gubitak krvi u kertridžu                        | - Ako nastaju zagušenja perfuzije u kertridža, čitava deo se odbacuje, baš kao i bilo koja drugi sistem za dijalizu. Perfuzioni kertridž može biti nešto veći, pa gubitak krvi može biti nešto veći. |
| Hipotermija                                     | - Pad temperature tela usled odavanja toplote preko sistema i sličnih mehanizama. Kao iu CVVHDF-u, može se ohladiti hemoperfuzijskim krugom. |
| Hipoksija                                       | - Aktivacija komplementa i zapaljenskih mehanizama dovodi do povećanja aktivnosti sintaze azot-oksida, koja reguliše normalne mehanizme hipoksične pulmonalne vazokonstrikcije; stoga nastaje hipoksija. |
| Elektrolitsko poremećaj                         | - Ugalj ne teži da izazove nikakve promene elektrolita, ali makroporozne smole mogu ukloniti kalcijum fosfat i kalijum iz krvotoka. |
| Neuhranjenost zbog adsorpcije korisnih molekula | - Zbog adsorpcija svih lipofilnih molekula, može doći do propusta u masnim kiselinama iz TPN-a, vitamina A, D, E i K rastvorljivih u masti, ili holesterola u ishrani. - U toku prvog sata ili kasnije, nivoi glukoze i kalcijuma mogu pasti (čak i sa hemoperfuzijom ugljenika).                                 |

### Komplikacije specifične za hemoperfuziju
| Vrsta komplikacije         | Karakteristike |
| -------------------------- | --- |
| Hemodinamička nestabilnost | - Hemodinamička nestabilnost zbog hemoperfuzije u potpunosti nastaje zbog stvaranja inflamatornog odgovora nekompatibilnog interfejsa krvi / adsorbenta. - Šanse za ovo su značajno smanjene korišćenjem savremenih imunonutralnih prevlaka. - Zato je većina ranje korišćenih sistema za ovu tehniku izgubila primenu zbog velikih hemodinamskih komplikacija. |
| Embolizacija česticama     | - Ovo je uglavnom komplikacija kod starijih, manje „evoluiranih" kertridža. - U modernim kertridžima ova komplikacija je skoro nepoznata. |
| Eluzija toksina            | - Ugljenik u kertridžu, iako u visoko prečišćenom oblik, i dalje je organski proizvod, i stoga sklon uobičajenim specifičnostima prirodnih materijala. - Neki ugljovodonici i potencijalno čak i toksični teški metali mogu eluirati (izaći) iz kertridža i ući u pacijenta. Pa će ponovljeni tretman dovesti do toksičnosti zbog akumulacije. - Ovo je u velikoj mjeri teoretska komplikacija; npr. eluciranje (izlazak) teškog metala nije bilo ikada zabeleženo in vitro. |

## Spoljašnje veze
- Haemoperfusion: Mechanisms, Indications, and Complications (језик: енглески)

|  | Molimo Vas, obratite pažnju na važno upozorenje u vezi sa temama iz oblasti medicine (zdravlja). |